# Life Burns!
Life Burns! je singl od finské kapely Apocalyptica.

## Seznam skladeb
1. „Life Burns!“ (feat. Lauri Ylönen) - 3:08
2. „Life Burns!“ (Instrumental) - 3:09
3. „Deep Down Ascend“ (Demo Version) - 3:46
4. „Kellot“ (Demo Version) - 4:18